# Невалайнен, Андерс
А́ндерс (Антти) Йу́ханинпойка Не́валайнен (фин. Anders Juhaninpoika Nevalainen; в России — Андрей Иванович или Андерс Иоганнович; 1 января 1858, Пиелисъярви, Великое княжество Финляндское — 15 апреля 1933, Терийоки, Финляндия) — один из известнейших финских ювелиров конца XIX — первой четверти XX века; сотрудничал с фирмой Фаберже, являясь поставщиком российского императорского двора.

## Биография
Родился 1 января 1858 года в Пиелисъярвив Великом княжестве Финляндском.
С 1874 года работал в Санкт-Петербурге: с 1875 года — подмастерьем по золотому делу, а с 1885 года — мастером золотых дел. Первоначально работал в мастерской Августа Холмстрёма, позднее стал независимым мастером, работал исключительно на фирму Фаберже. В 1900 году упоминается проживающим по адресу: Демидов переулок, 9; в 1902 году — Казанская улица, 35. Мастерская находилась на Морской улице.
Производил предметы, украшенные эмалью, рамки, керамику в серебряной оправе, небольшие предметы из золота и серебра, предметы из дерева. Имел личное клеймо AN в прямоугольнике со скошенными углами. Изделия с его клеймами встречаются и после 1909 года. Ряд работ хранится в Государственном историческом музее (дорожный стакан, массивная подвесная цепь с надписями, закладная доска).
Скончался 15 апреля 1933 года в Терийоки в Финляндии.

## Семья
- Жена — Мария Каролина Лилъерот (фин. Maria Karolina Liljerot) замужем с 1884 года, пятеро детей.
  - Сын — Арвид Неволайнен, известный часовой мастер.